# Stupify
Stupify ist ein Lied der US-amerikanischen Metal-Band Disturbed. Es wurde am 12. April 2000 über Giant Records veröffentlicht und ist die erste Single des Debütalbums The Sickness.

## Inhalt
Stupify ist ein Nu-/Alternative-Metal-Lied, das von den vier damaligen Bandmitgliedern Dan Donegan, David Draiman, Steve Kmak, Mike Wengren geschrieben wurde. Der Text ist in englischer Sprache verfasst. Stupify ist 4:34 Minuten lang, wurde in der Tonart Cis-Dur geschrieben und weist ein Tempo von 98 BPM auf. Produziert wurde das Lied von John Karkazis. Aufgenommen wurde der Titel in den Groovemaster Studios in Chicago. Laut David Draiman geht es in dem Lied um das Thema Rassismus. Als junger Mann hatte er eine Beziehung zu einer Latina, deren Eltern ihn nicht akzeptierten, weil Draiman Jude ist. Die Band entschloss sich damals, Stupify als erste Single zu veröffentlichen, weil sie bei Konzerten feststellten, das das Publikum am besten auf das Lied reagierte. Weitere Kandidaten wären Down with the Sickness, The Game und Voices gewesen, die allesamt später noch als Singles veröffentlicht wurden.
Sänger David Draiman erinnerte sich, dass es rund ein halbes Jahr dauerte, bis das Lied von den Radiostationen in Chicago gespielt wurde. Als er es das erste Mal im Radio hörte, stoppte er mitten im Berufsverkehr, stieg aus seinem Auto und schrie vor Freude. Für das Lied wurde ein Musikvideo gedreht, bei dem Nathan Cox Regie führte. Die Band spielt das Lied in einem baufälligen Haus, in dem ein vernachlässigter Junge leben muss, der von geisterähnlichen Figuren heimgesucht wird. Laut David Draiman steht der Junge für sein inneres Kind, das derart beschädigt wurde, dass es „die Welt um ihn herum als dunkel und angsteinflößend sieht“.
Stupify wurde für den Soundtrack der Filme Little Nicky – Satan Junior und Dragon Ball Z – The Movie: Super-Saiyajin Son-Goku verwendet. Das Lied wurde ferner für Disturbeds Livealben Music as a Weapon II und Live at Red Rocks. Bei dem erstgenannten Livealben sind die Sänger der Bands Chevelle bzw. Unloco Pete Loeffler und Joey Duenas als Gastsänger zu hören. Im Juli 2022 veröffentlichte Bill McClintock ein Mashup aus dem Lied Stupify mit dem Lied Macarena von der Band Los del Río.

## Rezeption
Axe Argonian vom Onlinemagazin Metal Storm beschrieb Stupify als „dezent einprägsamen Song, der zeigt, wie man Nu Metal korrekt machen kann“. Dani Schmötzer vom Onlinemagazin Powermetal.de nannte Stupify als „einen Song, der sich regelgerecht überschlägt“ und „herauszuheben wäre“.
Stupify erreichte Platz zwölf der Billboard Mainstream Rock Songs und blieb für 32 Wochen in diesen Charts, die Lieder der Anzahl der Radioübertragungen listet.
Das Magazine Loudwire veröffentlichte im Juli 2015 eine Liste der 15 besten Lieder von Disturbed. Dabei belegte Stupify Platz vier.

## Auszeichnungen für Musikverkäufe
| Land/Region               | Auszeichnungen für Musikverkäufe (Land/Region, Auszeichnung, Verkäufe) | Verkäufe  |
| ------------------------- | ---------------------------------------------------------------------- | --------- |
| Australien (ARIA)         | Gold                                                                   | 35.000    |
| Kanada (MC)               | Gold                                                                   | 40.000    |
| Vereinigte Staaten (RIAA) | 2× Platin                                                              | 2.000.000 |
| Insgesamt                 | 2× Gold · 2× Platin ·                                                  | 2.075.000 |